# Kuru Kuru Kururin
Kuru Kuru Kururin (Japanska: くるくるくるりん), även kurukuru kururin, är ett TV-spel utvecklat av Eighting/Raizing 2001 i samarbete med Nintendo. Spelet släpptes i samband med lanseringen av Game Boy Advance i Europa den 22 juni 2001.

## Handling
| ”                                    | Kururins mamma berättar att Kururins bröder och systrar har försvunnit någonstans i de tio olika världarna. "Kururin, du måste leta rätt på dina småsyskon och se till så att de kommer tillbaka hem igen!" Kururin vet inte mycket om de främmande världarna, men han hoppar in i sin specialhelikopter, som heter Helirin, och ger sig iväg. Kommer Kururin att hitta sina syskon och kan han hjälpa dem hem till mamma igen? | „ |
| – Kuru Kuru Kururins användarhandbok | |   |

## Spelmekanik
Spelaren kontrollerar en konstant roterande pinne, specialhelikoptern Helirin, genom passager medan han undviker att stöta till objekt eller väggar vilket ger tillägg på sluttiden och decimerar ett hjärta från livsbehållaren (som rymmer maximalt tre.) 
Spelaren kan öka helikopterns förflyttningshastighet genom att hålla inne A- respektive B-knappen samt trycka in båda samtidigt för maximal fartökning. Styrkorset används för att försiktigt navigera de labyrintliknande gångarna.
Spelet har tre svårighetsgrader som du reglerar vid varje nivås start genom att trycka in SELECT-knappen på dina Game Boy Advance. Då krymper eller växer helikopterns rotorblad.

### Spellägen
Practice
Innan du påbörjar huvudäventyret erbjuds du att lära dig den grundläggande spelmekaniken på proffspilotens, Hares, specialbyggda nybörjarbanor där du får vägledning och snabbt återfår hjärtan ifall du krockar med ett hinder.
Adventure
I det här spelläget letar Kururin efter sina borttappade syskon som försvunnit i de 10 världarna (sammanlagt över 90 nivåer.) Världarna blir såklart progressivt svårare och deras audiovisuella tema skiftar. I vissa världar finner spelaren undangömda föremål och någon av de borttappade syskonen.
Challenge
Här kan spelaren testa totalt 50 stycken korta nivåer att klara av på snabbast möjliga tid. Spelaren är dock begränsad till endast två hjärtan i livsbehållaren.
VS (Versus)
Här kan fyra spelare koppla ihop sina Game Boy Advance med en Game Link-kabel och spela Kuru Kuru Kururin tillsammans med endast en spelkassett. Man har då dock bara tillgång till Challenge-spelläget.
Make Up
Här kan du använda föremålen du hittat i Adventure för att ändra helikoptern Helirins utseende.

### Föremål och hinder
Kururin kan med sin specialhelikopter plocka upp de borttappade syskonen samt helikopterdelar och färg som förändrar hans farkosts utseende. De kosmetiska ändringarna görs i Make Up-spelläget.
Under Kururins äventyr dyker det också upp många hinder utöver snäva korridorer och orörliga objekt. Rörliga svårigheter som kolvar, metallkulor och kanoner är väldigt farliga men förutsägbara och lätta att överkomma med lite träning. Ibland måste man även låta helikopterns rotorblad röra vid studsmattor som ändrar rotationsriktningen för att komma igenom svåra passager.

## Kuriosa
- I GameCube-spelet Super Smash Bros. Melee kan man vinna en trofé av Kururins helikopter, Helirin, genom lotteriet.
- I Game Boy Advance-spelet Drill Dozer finns det en bana kallad "Kuru Ruins", en uppenbar referens till Kuru Kuru Kururin.